# Blepharosis bryocharis
Blepharosis bryocharis là một loài bướm đêm trong họ Noctuidae.